# Economic and Financial Crimes Commission
Die Economic and Financial Crimes Commission (EFCC; Yoruba: Ìgbìmọ̀ Ìwàọ̀daràn Tòkòwó àti Oníìnáwó; deutsch Kommission für Wirtschafts- und Finanzkriminalität) ist eine nigerianische Strafverfolgungsbehörde, die gegen Wirtschaftskriminalität, wie zum Beispiel Vorschussbetrug oder Geldwäsche, ermittelt. Sie hat Büros in Abuja (Hauptsitz), Lagos und Port Harcourt.

## Geschichte
Die EFCC wurde 2002 auf Druck der internationalen Geldwäschekommission FATF gegründet, die Nigeria neben 22 weiteren Ländern als non-cooperative country (NCCT) auflistete. Die FATF betrachtete die Einrichtung der EFCC als großen Schritt in der Korruptionsbekämpfung und entfernte deshalb am 23. Juni 2006 Nigeria von der Liste der NCCT, beschloss aber, die Situation im Land für ein weiteres Jahr zu beobachten.

## Mitglieder
Die Kommission setzt sich zusammen aus einem Vorsitzenden, der Mitglied einer Strafverfolgungsbehörde ist oder war, dem Präsidenten der nigerianischen Zentralbank, je einem Mitglied der Ministerien für auswärtige Angelegenheiten, Wirtschaft und Justiz, den Generaldirektoren der Nachrichtendienste National Intelligence Agency und State Security Service und aus neun weiteren ranghohen Repräsentanten nigerianischer Behörden. Den Kreis ergänzen fünf Nigerianer mit Erfahrungen in Finanzwirtschaft, Bankwesen oder Buchführung, deren Funktion nicht weiter bestimmt ist. Die Mitglieder der Kommission werden vom Präsidenten für vier Jahre ernannt und vom Senat bestätigt. 

## Vorsitzende
- Nuhu Ribadu (2006 – 2008)
- Farida Waziri (2008 – 2011)
- Ibrahim Lamorde (2011 – 2015)
- Ibrahim Magu (2015 – 2020)
- Mohammed Umar Abba (seit 20. Juli 2020)

## Erfolge
Ribadu schätzte, dass über 380 Milliarden Dollar seit der nigerianischen Unabhängigkeit von Regierungen entweder gestohlen oder veruntreut wurden. Die EFCC erhob bisher Anklage gegen prominente Bankiers, ehemalige Minister, Senatoren und hohe Parteimitglieder, darunter Diepreye Alamieyeseigha, den Gouverneur von Bayelsa. Im September 2006 berichtete die BBC, dass EFCC gegen 31 von 36 Gouverneuren wegen Korruption ermittelt.
Am 6. Mai 2011 wurde Dimeji Bankole auf Betreiben der EFCC wegen Korruption festgenommen.

## Kritik
Kritiker weisen darauf hin, dass die Befugnisse der EFCC dem Präsidenten nicht nur der Bekämpfung der Wirtschaftskriminalität, sondern – gerade im Hinblick auf die Wahlen im April 2007 – auch der Schädigung politischer Gegner dienen können. Besonders deutlich hat sich dies bei dem ehemaligen nigerianischen Vizepräsidenten Atiku Abubakar gezeigt, der der ursprünglichen Absicht Obasanjos, bei den Präsidentschaftswahlen im April 2007 durch eine Verfassungsänderung ein drittes Mal anzutreten, im Wege stand. Er wurde nach Korruptionsvorwürfen seitens der EFCC von seinem Amt suspendiert und nicht zu den Wahlen zugelassen.